# M’daourouch
M’daourouch (Arabisch: مداوروش) is een gemeente in Algerije in de provincie Souk Ahras. M’daourouch telde in 2008 36.351 inwoners.
M’daourouch ligt aan de autowegen N16 en N81A.
Op enkele kilometers van het moderne centrum liggen de ruïnes van de Berbers-Romeinse stad Madauros. Deze stad werd verlaten rond de 7e eeuw. In het lapidarium zijn grafstenen en andere stenen met Latijnse inscripties uit deze site verzameld en tentoongesteld.

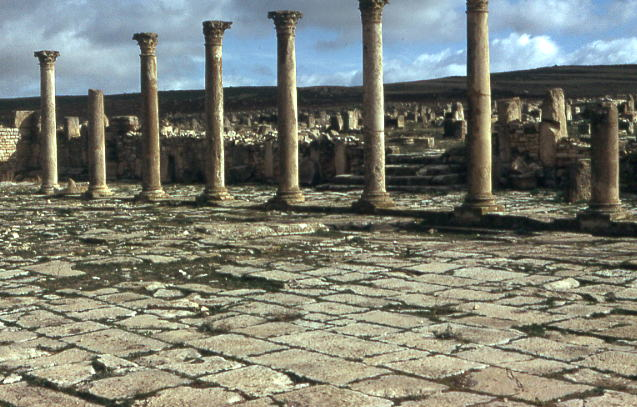
Madauros